# Saint Helena Airport
Saint Helena Airport (IATA: HLE, ICAO: FHSH) er en lufthavn under konstruktion på den østlige del af det britiske oversøiske territorium Sankt Helena, der er en ø i Sydatlanten. Lufthavnen er beliggende ni kilometer syd for hovedstaden Jamestown.
I maj 2016 var det forventet at lufthavnen blev indviet, og flyselskabet Comair åbnede ruter til O.R. Tambo International Airport i Johannesburg og RAF Ascension Island på Ascension. Efter åbningen bliver skibet RMS St Helena lagt op, da det hidtil været eneste transportmiddel til at servicere øen med fastlandet. Efter den første testflyvning blev ruteåbningerne udskudt på ubestemt tid, da der var for meget turbulens i luften under landing. 